# N. Zahles Skole
N. Zahles Skole är en skola i Köpenhamn som grundades som en flickskola av Natalie Zahle 1851. Den består idag av fyra olika skolor: två privata grundskolor: N. Zahles gymnasium och N. Zahles Seminarium. Sedan 2002 ingår N. Zahles Seminarium i CVU. Vid Zahles Skole har många framgångsrika kvinnor inom det danska samhällslivet fått sin utbildning, däribland drottning Margrethe II av Danmark.

## Historik
Natalie Zahle avlade redan 1851 examen som institutsföreståndarinna och övertog 1852 en flickskola, med vilken hon sedan sammanslog resterna av en annan sådan, och arbetade upp sin skola så, att den blev den mest besökta i Köpenhamn (500 elever 1877), och förenade med den ett stort läroverk, som växte ut med gymnasie- och lärarinneseminarieavdelningar (en tid även en musikskola).
Hon upptog redan 1864 gymnastik som läroämne, men omsatte varsamt, endast småningom, sina skoltankar i praktiken. Från hennes läroverk utgick de första studentskorna, och en mängd lärarinnor fick där sin utbildning. Sedermera inrättades liknande skolor runt om i landet, delvis med föreståndarinnor, som varit hennes elever. År 1885 blev "Nathalie Zahles skole" en självägande institution.

## Kända elever
- Karen Ankersted
- Inger Bentzon
- Bodil Dybdal
- Olga Eggers
- Thyra Eibe
- Kirsten Gloerfelt-Tarp
- Annelise Gotfredsen
- Lis Groes
- Erna Juel-Hansen
- Estrid Hein
- Agnete Laustsen
- Tove Lindbo Larsen
- Marie Antoinette von Lowzow
- Elna Munch
- Gerda Mundt
- Lis Møller
- Margrethe II av Danmark
- Britta Schall Holberg
- Adda Ravnkilde
- Else-Merete Ross
- Signe Tørsleff
- Ane Mærsk Mc-Kinney Uggla